# Rozhledna Hamštejn
Rozhledna Hamštejn je kombinací železa a dřeva. Byla vystavěna v roce 2023 ve výšce 572 m n m. pod stejnojmenným vrcholem nad obcí Koberovy v okrese Jablonec nad Nisou. Hlavním nosným sloupem je ocelový tubus, kolem kterého se obtáčí schodiště s dřevěnými sloupy. Rozhledna tvarem připomíná raketu, je volně přístupná, při slavnostních příležitostech má být v noci nasvícená.

## Historie a technická data
Záměr vybudovat rozhlednu vznikl v rámci přeshraničního projektu Česko-polská Hřebenovka, který zastřešoval Euroregion Nisa. Ambiciózní projekt počítal na české straně s vybudováním či opravou více než dvou desítek rozhleden. Rozsáhlý projekt Hřebenovka nakonec schválen nebyl. Pro rozhlednu v Koberovech však vznikl v roce 2014 projekt kovové konstrukce s dřevěnými podpěrami (lepené modřínové lamely). Jeho autorem byla turnovská firma Profes Projekt (hlavní projektant Richard Müller), výpočty statiky provedla pražská firma RECOC (Robin Grebík).
Až v roce 2022 proběhla veřejná soutěž na stavbu rozhledny. V říjnu 2022 byla uzavřena smlouva se zlínskou firmou Suntel Czech Steel, která rozhlednu a nedaleký altán vybudovala za cca 16,9 mil. Kč v období květen až listopad 2023. Obec Koberovy se podílela částkou cca 10 mil. Kč, zbylou část představovala dotace MMR. Rozhledna byla smontována z ocelových dílů připravených ve výrobních halách zlínské firmy Suntel Stee. Vsetínská firma EXTEN CZ dodala dřevěné konstrukce a ostravská Koras Trade zajistila stavební práce a realizační projektovou dokumentaci. Ke staveništi rozhledny byla zřízena provizorní panelová cesta.
Rozhledna je vysoká 25 m, na její vyhlídkovou plošinu ve výšce asi 22 m, vede 121 schodů. Slavnostně otevřena byla v sobotu 11. listopadu 2023.

## Výhled
Z otevřeného ochozu ve výšce 22 m je kruhový výhled na Krkonoše, část Jizerských hor, Ještěd, Lužické hory, České středohoří i Český ráj.